# Als het om de liefde gaat
"Als het om de liefde gaat" (tradução portuguesa: "Quando tudo sobre amor") foi a canção que representou os Países Baixos no Festival Eurovisão da Canção 1972, interpretada em neerlandês pelo duo Sandra & Andres (nomes verdadeiros:Sandra Reemer e Drie Holten). Foi a 18.ª e última canção a ser interpretada na noite do evento, a seguir à canção luxemburguesa "Après Toi", interpretada por Vicky Leandros. No final, a canção neerlandesa terminou em quarto lugar, tendo recebido 106 pontos.

## Autores
- Letrista: Hans van Hemert
- Compositor: Dries Holten
- Orquestrador: Harry van Hoof

## Letra
A canção é um dueto, com os cantores tentativas de falar muito depressa. Eles explicam as suas dificuldades para dizer que é difícil ser honesto ma vida, deixa-se sozinho quando "se dá uma estocada numa pessoa".

## Versões
O duo gravou esta canção, além do neerlandês nos seguintes idiomas:
- inglês: "What do I do?"
- francês: "C'est pour demain"
- alemão: "Was soll ich tun"